# Le tribolazioni di un cinese in Cina
Le tribolazioni di un cinese in Cina (Les Tribulations d'un Chinois en Chine, edito in italiano anche col titolo I guai di un cinese in Cina) è un romanzo di avventura dell'autore francese Jules Verne, pubblicato per la prima volta nel 1879 da Pierre-Jules Hetzel.

## Descrizione
Il libro racconta le vicende di Kin-Fo, un ricco cinese caduto in disgrazia che decide di farla finita con la vita dando incarico al suo amico Wang di ucciderlo. Dopo aver inaspettatamente recuperato le ricchezze si ritrova però a dover fuggire dall'amico Wang per salvarsi la vita.
Nonostante la trama particolarmente elaborata, lo svolgimento del romanzo è quello di un classico romanzo d'avventura simile, nello stile a Il giro del mondo in 80 giorni, anche se con un maggior numero di inserti umoristici. I viaggi del protagonista danno occasione a Verne di descrivere usanze e costumi dell'impero cinese del diciannovesimo secolo, compreso un accenno critico alle guerre dell'oppio che insanguinarono la Cina in quegli anni.

## Trama
Il ricco e giovane Kin-Fo scopre di essere andato in rovina a seguito di una speculazione finanziaria della sua banca di San Francisco. Temendo l'abbassamento del suo livello sociale e la fine della vita di agi a cui è abituato, Kin-Fo decide di suicidarsi, ma non avendo il coraggio per farlo da solo incarica dell'opera il suo amico filosofo Wang. Per dare ulteriore motivazione all'amico, Kin-Fo stipula una ricca polizza sulla vita indicando come beneficiari la sua promessa sposa Le-U e Wang. Infine, per scagionarlo da ogni conseguenza penale gli consegna una lettera liberatoria che lo assolve da ogni responsabilità.
Wang scompare in attesa di eseguire il suo compito, ma, pochi giorni dopo, arriva il colpo di scena: la speculazione ha avuto successo e ora Kin-Fo è più ricco di prima. La gioia per la notizia è oscurata dalla spada di Damocle che pende sulla testa di Kin-Fo: se non riuscirà ad avvisare Wang della sua mutata fortuna, quest'ultimo lo ucciderà come da precedente accordo. Ecco che allora si mette in viaggio alla ricerca dell'amico Wang assieme a due agenti della compagnia d'assicurazione, Craig e Fry, dando il via a una lunga serie di vicende e di ulteriori colpi di scena.

## Edizioni
- Jules Verne, Le tribolazioni di un cinese in Cina, Pierre-Jules Hetzel.

- Jules Verne, I guai di un cinese in Cina, Edizioni Paoline, 1967.